# Al·la Nazímova
Al·la Nazímova (rus: Алла Назимоваnom real - Marem-Ides (Adelaida Iàkovlevna) Leventon, rus: Марем-Идес (Аделаида Яковлевна) Левентон, 3 de juny [C.J. 22 de maig] de 1879 a Ialta, Crimea, llavors part de l'Imperi Rus - 13 de juliol de 1945 a Los Angeles, Estats Units) - fou una actriu, productora i guionista de cinema i teatre estaunidenca d'origen rus. Als títols de pel·lícules mudes, normalment apareix com a Nazimova, sense nom, i també fou coneguda com a Alia Nasimoff. El seu nom artístic, Al·la Nazímova, era una combinació d'Al·la (un diminutiu d'Adelaida) i el cognom de Nadejda Nazímova, l'heroïna de la novel·la russa Nens dels carrers.

## Biografia

### Primers anys
La futura actriu va néixer el 21 de maig (2 de juny) de 1879 a Ialta, com a tercer fill de la família jueva del farmacèutic Iàkov Abramóvitx Leventon (1846 - no més tard de 1902) i la seva esposa Sara Leivievni (Sofia Lvovna) Horowitz (1856 -?), que es va traslladar a Ialta amb dos fills (Anna i Vladímir) des de Chișinău el 1875.Va créixer en una família disfuncional; els seus pares es van divorciar quan només tenia 8 anys. Després que els seus pares se separessin, va viure entre internats, cases d'acollida i de familiars.

### Primers anys de carrera

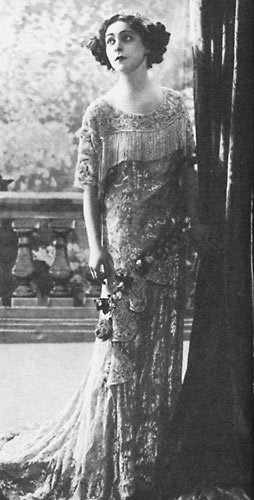
Nazímova a l'obra de Broadway The Marionettes' de 1911.

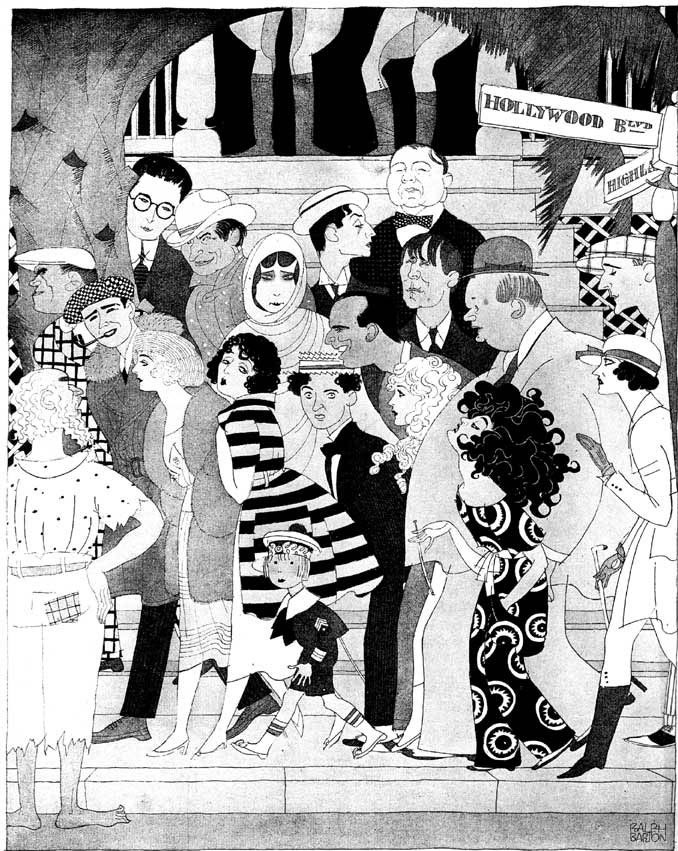
Caricatura de Vanity Fair de 1922 de Ralph Barton, que mostra les persones famoses que, segons ell, deixaven de treballar cada dia a Hollywood; Nazímova està caracteritzada amb els vestits de Camille.

Al finalitzar el gymnasium el 1893, Adelaida se'n va anar a viure amb la família de la seva mare a Odessa, on va ingressar al gymnasium i, al mateix temps, assistia a classes de música a la delegació d'Odessa de la Societat Musical Imperial Russa, en la classe de violí de K.A. Gavrílova. A Odessa, per primera vegada, es va despertar l'interès per l'escenari: la filla del propietari de l'hostal on vivia, actuava al teatre local i assajava sovint davant de la noia. El seu germà, en aquella època, a causa de la malaltia del seu pare, havia estat nomenat tutor de la germana, i d'entrada es va resistir al seu desig de convertir-se en actriu, però li va deixar viu lliure el 1896, i Adelaida, de disset anys, va marxar a Moscou, on, sota el pseudònim d'Al·la Nazímova, va començar a rebre lliçons de Konstantín Stanislavski a la seva escola d'interpretació al Teatre d'Art de Moscou.
Durant els seus estudis, va començar una relació amorosa amb un famós milionari, i després d'una dolorosa ruptura amb el seu amant, va deixar l'escola i va començar a actuar al teatre regional. En 1899, Al·la es va casar amb el jove actor Serguei Golovin. El seu matrimoni no va reeixir. Els esposos aviat van començar a viure a part, tot i que es desconeix si alguna vegada es van divorciar oficialment. Aleshores Al·la va tornar al Teatre d'Art de Moscou, però un any més tard, decebuda per l'estil d'ensenyament de Stanislavski, va abandonar l'escola per sempre i va signar un contracte amb el teatre de Kislovodsk un mes més tard.

### Teatre
A Kostromà on va arribar amb l'espectacle, Al·la va conèixer el llegendari actor d'aquells anys, Pàvel Orlénev, un amic íntim de Txékhovi Gorki. Va sorgir un tempestuós romanç entre els actors. El 1904, com a part d'un grup de teatre, van fer una gira per Europa, on van actuar brillantment durant les seves estades a Londres i Berlín. El públic va acceptar amb entusiasme Al·la, i aviat es va convertir en un dels principals artistes del teatre d'aquella època. Al febrer de 1905 Nazímova i Orlénev van anar als Estats Units, van passar-hi mig any de gira, i van presentar al públic la producció clàssica de "Tsar Fiódor Ivànovitx" basada en l'obra de Tolstoi, "Jueus", basada en l'obra de Txírikov, interpretacions basades en obres de Txékhov i del llavors poc conegut Ibsen. La mànager de la companyia teatral en aquesta gira va ser la famosa anarquista Emma Goldman.
Malgrat les altes qualificacions de la crítica, els actors estaven fortament constrets pels mitjans, ja que no feien produccions comercials, i al maig de 1906, Orlénev i la resta de la companyia van tornar a Rússia. Nazímova va romandre als Estats Units i va signar un contracte amb el llegendari productor teatral Lee Schubert. Per aconseguir el reconeixement a l'altra banda de l'oceà, Al·la n'havia d'aprendre la llengua, i va començar a rebre lliçons d'anglès de Caroline Harris. Com a mare soltera, Harris sovint portava el seu fill Dickie, el futur actor Richard Barthelmess, a les classes. El 1916, gràcies al patrocini d'Al·la, ell i ella van debutar al cinema en la pel·lícula War Brides.

### Cinema
Durant els següents anys, Nazímova va treballar activament en l'escenari de Broadway i va aconseguir una gran popularitat. El 1915 va interpretar un paper important en l'obra dramàtic antibel·licista "Les núvies de la guerra", en anglès War Brides: una història sobre una dona que, després d'haver perdut dos germans en la Primera Guerra Mundial, va començar a organitzar protestes contra la guerra, per la qual cosa és empresonada i finalment s'acaba suïcidant. La talentosa interpretació de l'actriu va atreure l'atenció del productor Lewis Selznick. Volia fer una pel·lícula basada en l'obra i li va oferir el paper de protagonista. Va estar d'acord i així el 1916, quan l'actriu ja tenia trenta-set anys, va fer el seu debut cinematogràfic. Va rebre 1.000 dòlars al dia i la pel·lícula fou tot un èxit.
El 1917, va negociar un contracte amb Metro Pictures Corporation, precursora de la MGM, que incloïa un salari setmanal de 13,000 dòlars, 3.000 més del que rebia Mary Pickford - i el dret a triar independentment el director, el guió i el coprotagonista de les pel·lícules. Es va traslladar de Nova York a Hollywood, on va fer una sèrie de pel·lícules de gran èxit per a la Metro que li van fer guanyar molts diners. El 1927, es va convertir en ciutadana naturalitzada dels Estats Units.
Nazímova aviat es va sentir prou confiada en les seves habilitats per començar a produir i escriure pel·lícules en les quals també n'era la protagonista. En les seves adaptacions cinematogràfiques d'obres d'escriptors tan notables com Oscar Wilde i Henrik Ibsen, va desenvolupar les seves pròpies tècniques cinematogràfiques, que es van considerar atrevides en aquella època. Els seus projectes, incloent Casa de nines (1922), basada en l'obra d'Ibsen i Salomé (1923), basada en l'obra de Wilde, van ser fracassos de crítica i comercials.
El 1925 Nazímova ja no podia permetre's invertir en més pel·lícules; i els promotors financers li van retirar el seu suport. Abandonada i amb poques opcions, va renunciar a la indústria cinematogràfica, i va tornar a actuar a Broadway, on va desctacar com a Natàlia Petrovna en la producció de Rouben Mamoulian de l'obra de Turguénev Un mes al camp a Nova York, i a un aclamat espectacle com la sra. Alving a l'obra Espectres d'Ibsen, que la crítica Pauline Kael va descriure com la millor interpretació que havia vist mai en l'escenari estatunidenc. A principis dels anys quaranta, va aparèixer en algunes pel·lícules més, interpretant la mare de Robert Taylor a Escape (1940) i com la mare de Tyrone Power a Blood and sand (1941). Aquesta tardana tornada a la pantalla gran afortunadament conservà Nazímova i el seu art al cinema sonor.

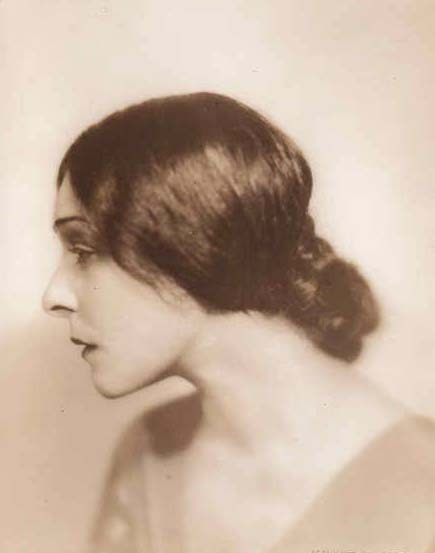
Al·la Nazímova el 1922

### Vida personal
El 1912, Nazímova va conèixer l'actor d'origen britànic Charles Bryant (1879–1948), amb qui va mantenir un matrimoni de conveniència Per reforçar aquest acord amb Bryant, Nazímova va mantenir el matrimoni amb Golovin secret de la premsa, els seus seguidors i fins i tot els seus amics. El 1923, es va comprometre a divorciar-se de Golovin sense viatjar a la Unió Soviètica. Els seus papers de divorci, que van arribar als Estats Units aquell estiu, declaraven que l'11 de maig de 1923, el matrimoni de la "ciutadana Leventon Al·la Aleksàndrovna" i Serguei Arkàdievitx Golovin", celebrat a l'Església de la ciutat de Boruisk el 20 de juny de 1899, "s'havia dissolt oficialment". Una mica més de dos anys més tard, el 16 de novembre de 1925, Charles Bryant, de 43 anys, va sorprendre la premsa, els fans de Nazímova i la mateixa Nazímova casant-se amb Marjorie Gilhooley, de 23 anys, a Connecticut. Quan la premsa va descobrir que Charles havia inclòs el seu estat civil actual com a "solter" en la seva llicència matrimonial, la revelació que el matrimoni entre Al·la i Charles havia estat una farsa des del principi, involucrà Nazímova en un escàndol que va danyar la seva carrera professional.:265–66; 285Briant fou la parella d'Al·la en deu pel·lícules.
Fins i tot durant tota la vida de l'actriu hi va haver rumors sobre la seva homosexualitat. Així, entre les seves amants es van esmentar Tallulah Bankhead, la primera esposa de Rodolfo Valentino, Jean Acker, Maude Adams, Eva Le Gallienne i la poetessa Mercedes de Acosta, coneguda per les seves connexions lesbianes amb estrelles de Hollywood. Als anys 60, Acosta va publicar unes memòries en què descrivia de manera acolorida la seva primera trobada amb Nazímova el 1916. No obstant això, a les memòries no hi cap indicació directa que hi hagués una relació amorosa entre elles, i l'essència de la seva amistat es transmet en expressions molt vetllades.
El 1919, l'actriu va comprar per 65 mil dòlars una mansió d'estil espanyol al Sunset Boulevard, 8080, i li va posar el nom de Jardí d'Al·la. Davant l'entrada hi havia una piscina, i a la zona al voltant de la casa de Nazímova s'estenia un immens parc. En aquesta casa, l'actriu sovint organitzava festes on s'aplegava la flor i nata de la comunitat cinematogràfica de Hollywood d'aquells anys: Charles Chaplin, les germanes Dorothy i Lillian Gish, Theda Bara, Gloria Swanson, Roscoe Arbuckle i molts altres. El 1926, davant la imminència d'una fallida, va convertir la finca de 2,5 hectàrees en un hotel en construir 25 torretes a la propietat. El jardí de l'Hotel Alla es va inaugurar el gener del 1927.
Però Nazímova estava mal preparada per dirigir un hotel i finalment s'ho va vendre i va tornar a Broadway i a fer tournées de teatre. El 1930, l'hotel havia estat comprat per la Central Holding Corporation, que li va canviar el nom a Garden of Allah Hotel ("Jardí de l'Hotel Al·là"). Quan Nazímova va tornar a Hollywood el 1938, va llogar la torreta 24 a l'hotel i hi va viure fins que va morir.
El 1936, l'actriu va ser diagnosticada amb càncer de mama. La mastectomia posterior fou efectiva, i afortunadament la malaltia no es va repetir després de la cirurgia.
Al·la Nazímova va morir a l'Hospital del Bon Samarità de Los Angeles a causa d'una trombosi coronària el 13 de juliol de 1945. L'actriu tenia seixanta-sis anys. Les seves cendres reposen al costat d'altres estrelles de pel·lícules mudes al Cementiri Forest Lawn de Glendale, Califòrnia. Les seves contribucions a la indústria cinematogràfica han estat reconegudes amb una estrella al Passeig de la Fama de Hollywood.

## Filmografia

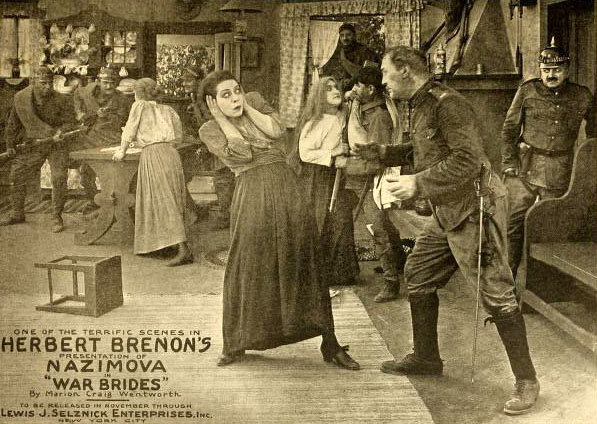
War Brides (1916)
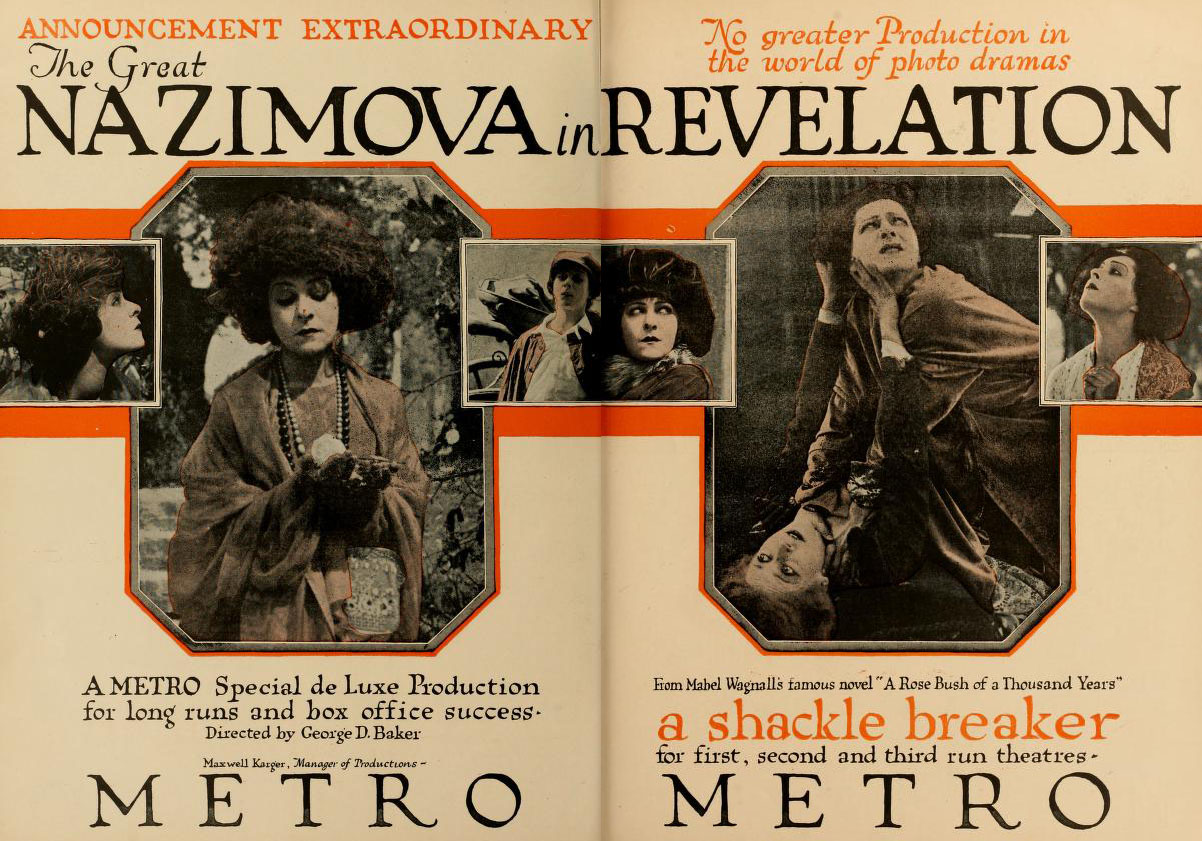
Revelation (1918)
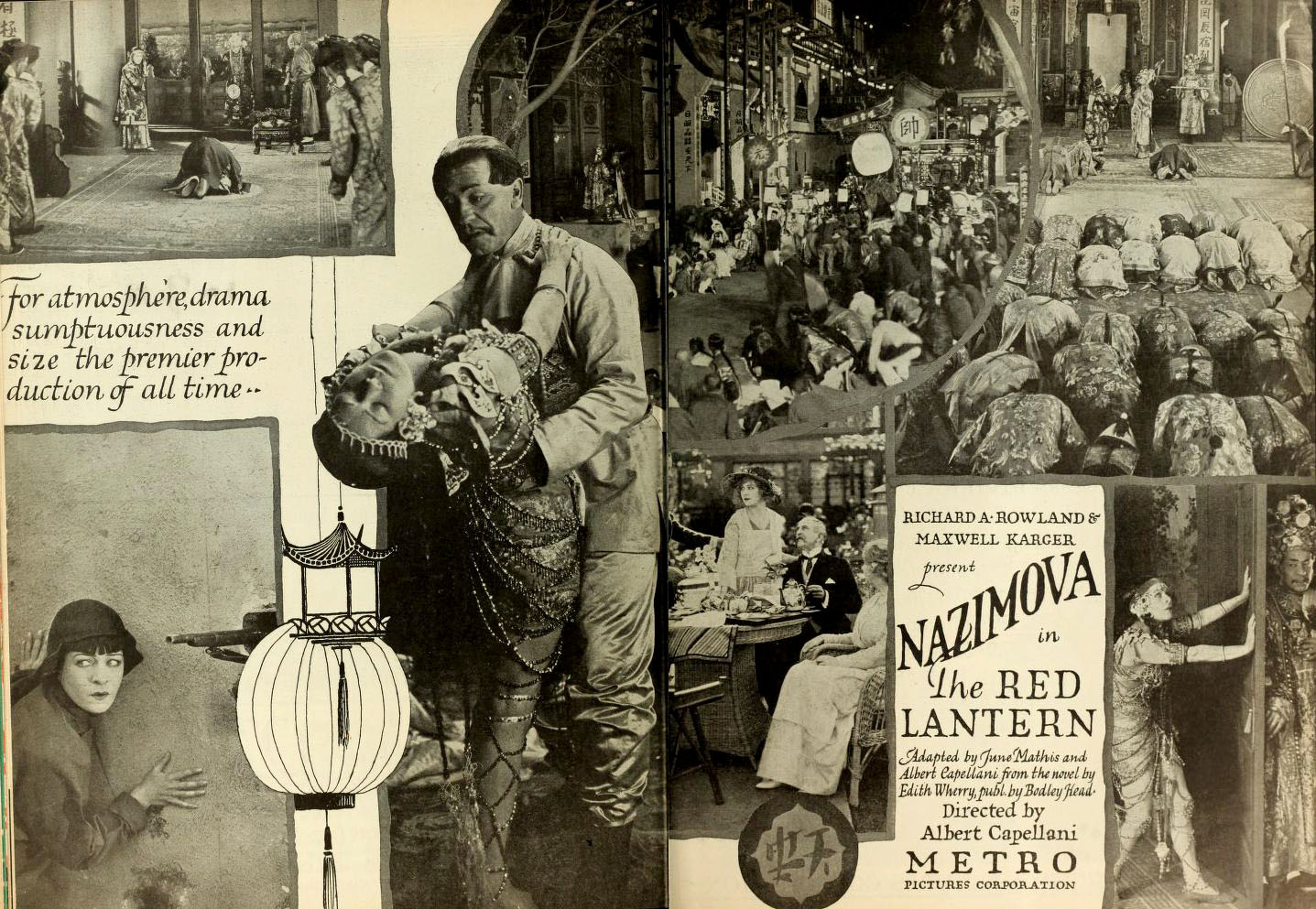
The Red Lantern (1919)

| Any  | Pel·lícula                     | Paper                                        | Notes                                     |
| ---- | ------------------------------ | -------------------------------------------- | ----------------------------------------- |
| 1916 | War Brides                     | Joan                                         |                                           |
| 1918 | Revelation                     | Joline                                       |                                           |
| 1918 | Toys of Fate                   | Zorah/Hagah                                  |                                           |
| 1918 | A Woman of France              |                                              |                                           |
| 1918 | Eye for Eye                    | Hassouna                                     | També productora i codirectora.           |
| 1919 | Out of the Fog                 | Faith & Eve                                  |                                           |
| 1919 | The Red Lantern                | Mahlee & Blanche Sackville                   |                                           |
| 1919 | The Brat                       | The Brat                                     | També productora i guionista.             |
| 1920 | Stronger Than Death            | Sigrid Fersen                                | També productora.                         |
| 1920 | The Heart of a Child           | Sally Snape                                  | També productora.                         |
| 1920 | Madame Peacock                 | Jane Gloring/Gloria Cromwell                 | També productora i guionista. (adaptació) |
| 1920 | Billions                       | Princess Triloff                             | També guionista (títols) i editora.       |
| 1921 | Camille                        | Marguerite Gautier/Manon Lescaut in Daydream |                                           |
| 1922 | Casa de nines (A Doll's House) | Nora Helmer                                  | També productora i guionista.             |
| 1923 | Salomé                         | Salomé                                       | També productora.                         |
| 1924 | Madonna of the Streets         | Mary Carlson/Mary Ainsleigh                  |                                           |
| 1925 | The Redeeming Sin              | Joan                                         |                                           |
| 1925 | My Son                         | Ana Silva                                    |                                           |
| 1940 | Escape                         | Emmy Ritter                                  |                                           |
| 1941 | Blood and Sand                 | Señora Augustias Gallardo                    |                                           |
| 1944 | In Our Time                    | Zofya Orvid                                  |                                           |
| 1944 | The Bridge of San Luis Rey     | Doña Maria – The Marquesa                    |                                           |
| 1944 | Since You Went Away            | Zofia Koslowska                              |                                           |